# سهره سرسیاه گونه‌سفید
سهره سرسیاه گونه‌سفید یا گاوسهره گونه‌سفید (نام علمی: Pyrrhula leucogenis) یکی از گونه‌های سهره از خانواده سهرگان است.
در مناطق کوهستانی فیلیپین، عمدتاً در دو جزیره بزرگ فیلیپین، لوزون و میندانائو، یافت می‌شود. در جزیره پانای نیز گزارش شده‌است. زیستگاه طبیعی آن جنگل‌های کوهستانی نمناک نیمه‌گرمسیری یا گرمسیری است. وضعیت حفاظتی پرنده «کمترین نگرانی» است، اگرچه نامعمول است و گستره بسیار محدودی دارد.